# Sinchisi scintillante
La sinchisi scintillante - detta anche "spinteropia", "visione fulminante" o, come viene definita nell'esame della lampada a fessura,  "acqua dorata di Danzica" - è un disturbo visivo che subentra con il deposito di cristalli di colesterolo nell'umor vitreo dell'occhio umano. 
Gli amminoacidi Leucina e Tirosina come anche il fosfato di calcio possono parimenti costituire cristalli nell'umor vitreo e portare a questo disturbo raro e solitamente monoculare che può essere confuso con la ialosi asteroidea. La visione disturbata insorge solitamente in seguito a sanguinamento o infiammazione dell'umor vitreo, spesso senza che vi possa essere addotta alcuna causa.